# Los Col·loquis de la insigne ciutat de Tortosa

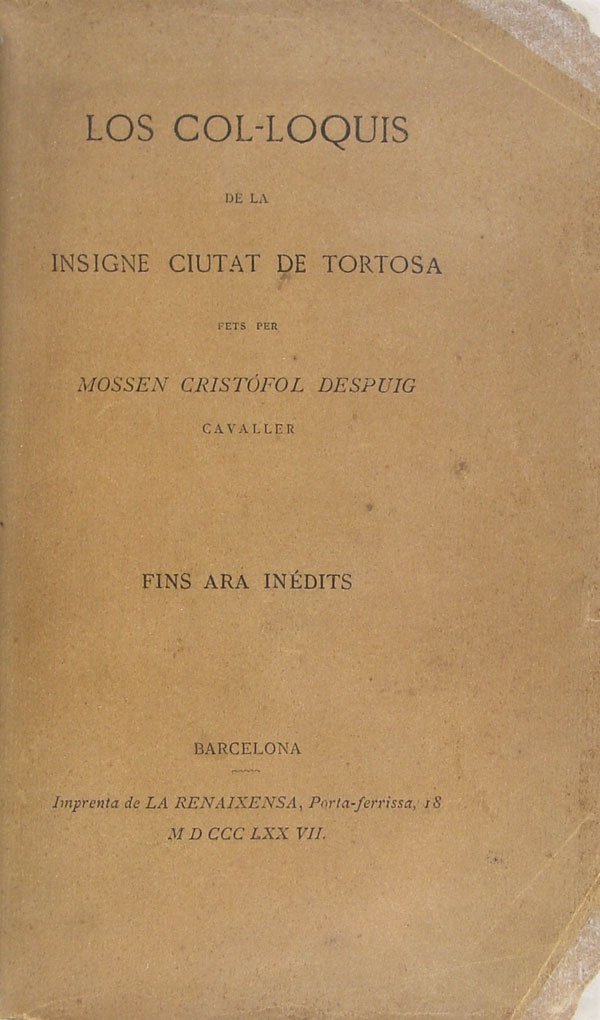
Tercera pàgina de l'edició a cura de Fidel Fita de 1877.

Los Col·loquis de la insigne ciutat de Tortosa és una obra literària escrita per Cristòfor Despuig el segle xvi. El text fou recuperat per Fidel Fita i publicat durant la Renaixença a partir d'un exemplar manuscrit del segle xvii localitzat per aquest editor a la ciutat de Tortosa. L'obra és dedicada per Despuig a "Francesch de Moncada comte d'Aytona" i data segons aquesta font de 1557. Fita n'edità i en corregí alguns errors que ell menciona com a "errors evidents". Fita també fa notar les mancances evidents de comptar amb un sol exemplar de l'obra, cosa que complica la comparació de continguts i la verificació de l'autoria. Tanmateix és àmpliament acceptada l'autoria de Despuig. L'edició de Fita data de 1876 i la impressió a càrrec de la impremta "La Renaixensa" de Barcelona l'any següent. L'edició és escrita en català pre-fabrià.
Cal anotar que l'any 2020 el Consell Comarcal del Baix Ebre adquiria un manuscrit dels Col·loquis (dit dels Pinyol), datat del segle xviii, que havia sigut propietat d'un particular. Actualment, se custodia a l'Arxiu Comarcal del Baix Ebre.

## Estil
Pel que fa a la forma que utilitza Despuig en l'obra, el diàleg, s'ha de remarcar que és un gènere que pertany a una tradició que prové de l'època clàssica grega i llatina, i podem citar noms d'autors destacats com Aristòtil, Plató, Ciceró, Plutarc o Llucià de Samòsata. El diàleg s'havia anat fent servir però el seu ressorgiment serà durant l'època del Renaixement. Durant l'edat mitjana també es va utilitzar però d'una manera diferent de l'estil clàssic i el que proposa el Renaixement és tornar als cànons clàssics del diàleg però amb alguns canvis: Esdevé un gènere narratiu en prosa, opta per les ficcions versemblants i, finalment, intenta semblar més una conversa que no pas un florit debat teòric. Llavors, aquests distintius del diàleg (διά-λόγος, "cap a la raó") engendraren el que va ésser un nou gènere, l'anomenat col·loqui (cum-loquior, "discutir amb").
Per crear un col·loqui és necessari crear uns personatges que parlin entre ells i discuteixin sobre diversos temes per poder exposar diferents opinions. És un recurs que serveix a l'autor per poder expressar les seves idees i contraposar-les amb unes altres per tenir diferents visions d'un mateix tema. En el cas de Despuig també li va servir per poder parlar sobre temes tabú en la seva època i dir la seva opinió sense que la Inquisició el fes cremar, ja que al mateix temps que dona una opinió la contraresta amb l'opinió contrària, per tant, no el poden acusar d'heretge, ja que no diu quina és la seva opinió.

## Estructura
L'obra consta d'una lletra dedicatòria inicial i sis col·loquis. L'estil d'aquesta obra és directe i desimbolt i sovint incorpora adagis i frases fetes i tracta i descriu sovint fets d'abast local. En la dedicatòria del llibre hi ha una defensa de l'ús del català: 
| «                                                             | No he volgut escriure l'obra en llengua castellana per no mostrar tenir en poc la catalana i també per no valer-me de llengua estranya per a defensar i il·lustrar la naturalesa pròpia, que és la principal intenció de mon treball, ni tampoc l'he volguda escriure en la llatina, perquè no pareguera ser tan generalment tractada i entesa per los de nostra nació com jo volguera. | » |
| — Los Col·loquis insignes de la ciutat de Tortosa. C. Despuig | |   |

| « | casi tots los historiògrafos castellans estan en lo mateix, de voler nomenar Castella per tot Espanya | » |

La lletra dedicatòria serveix a Cristòfor Despuig per descriure quins temes tracta l'obra i l'estil i la llengua que utilitzarà. És evident vista aquesta dedicació que Despuig dirigeix l'obra a una persona amb un cert interès intel·lectual i una certa instrucció coneixedora del llatí, ja que els epigrames finals de la introducció, escrits per Jacobo Vitale (probablement Jaume Cerdà) i Cristophoro de Podio Petrus Cerdanus (probablement el mateix Despuig) són escrits en aquesta llengua.
Els sis col·loquis introdueixen diferents temes que s'aniran component de forma dialogada entre els tres interlocutors el ciutadà Fàbio, el cavaller Lúcio, que representa l'autor, i el cavaller valencià Don Pedro, a qui mostren els problemes i les belleses de Tortosa. En quasi tots hi ha al·lusions clàssiques, especialment en el 4t diàleg.
En el segon col·loqui discuteixen sobre l'inici d'aquesta ciutat (Tortosa) i fan referència als pobles grecs i romans, entre d'altres. Quan parlen de la conquesta per part de Ramon Berenguer IV enfront dels moros l'any 1148, expliquen que es va fer gràcies a un enginy de fusta en el qual es van introduir una sèrie d'homes per poder-se introduir a la ciutat i guanyar als moros. Això podria fer referència a la història de Paris (guerrer troià) i Helena (heroïna grega, filla de Zeus i Leda); segons una llegenda, Paris va raptar Helena i això va causar la guerra entre els grecs i els troians. Per poder entrar a la ciutat de Troia, els grecs van construir un gran cavall de fusta i a la seva panxa s'hi van introduir els guerrers. Van fer veure que era un regal i, quan el cavall va ésser dins la ciutat, els guerrers van sortir i van guanyar. Aquesta va ser la causa de la destrucció de Troia.
En el col·loqui tercer fa referència directa a aquesta història sobre Troia i els grecs, ja que ho compara amb l'invent que van usar els cristians contra els moros. En el quart col·loqui, Lúcio parla del descobriment d'unes medalles, monedes i altres troballes arqueològiques que ajuden a explicar el naixement del nom i de la ciutat. Introdueix el nom d'un geògraf i historiador grec que ens dona molta informació sobre la "Nació Catalana" a l'època antiga. Diu que de medalles anomenades Dertosa no en queden, però que sí que n'hi ha d'antiquíssimes on hi ha retrats de personatges clàssics (referència a Brut i a Roma). I torna a fer referència a Tubal com a primer fundador de Tortosa. En el col·loqui cinquè cita a l'emperador romà Neró, Herodes rei de Judea i gran partidari de Roma; Aristòtil, filòsof grec… En el col·loqui sisè, no hi ha referències clàssiques.